# فانس ديفو براند
فانس د. براند (بالإنجليزية: Vance D. Brand)‏ هو رائد فضاء وطيار وضابط وطيار اختبار أمريكي، ولد في 9 مايو 1931 في لونغمونت في الولايات المتحدة.

## وصلات خارجية
- فانس د. براند على موقع الموسوعة البريطانية (الإنجليزية)